# Bruno Weinhals
Bruno Weinhals (* 8. Mai 1954 in Horn; † 27. Mai 2006 in Wien) war ein österreichischer Schriftsteller.

## Leben
Bruno Weinhals wuchs als einziges Kind seiner Eltern in der niederösterreichischen Stadt Stockerau auf und absolvierte dort seine Pflichtschulzeit (Volksschule bzw. Unterstufe Gymnasium). 1968 wechselte er an die Höhere Technische Bundeslehr- und Versuchsanstalt (Wien I) im Fachbereich Maschinenbau und legte im Jahr 1974 seine Matura ab. Anschließend übersiedelte er nach Wien und inskribierte an der Universität für ein Übersetzer-Studium in den Sprachen Englisch und Italienisch. Einen akademischen Abschluss erreichte er allerdings nicht.
Nach Absolvierung seines Zivildienstes im Jahr 1977 begann Weinhals erste literarische und feuilletonistische Beiträge in Zeitschriften zu publizieren. In der Wiener Stadtzeitung Falter veröffentlichte er Essays zu den Themen Kino und Film, zudem arbeitete er in der Redaktion des theoretisch-literarischen Periodikums disput mit.
Erste Preise und Stipendien ermöglichten Weinhals die kontinuierliche Arbeit an literarischen Projekten in den Bereichen Prosa, Essay, Lyrik und Drama. Neben regelmäßigen Publikationen kürzerer Beiträge in Literaturzeitschriften veröffentlichte Weinhals 1983 seinen ersten Gedichtband unter dem Titel Die Entdecker sowie 1984 die Prosasammlung Alle Namen der Welt. Im Jahr 1992 folgte mit dem Band Die Lektüre der Wolken ein weiterer Gedichtband, 2000 erschien unter dem Titel Fabulierbuch wiederum ein Werk mit erzählender sowie essayistischer Prosa.
In Zusammenarbeit mit dem Hörfunkredakteur, Regisseur und Autor Manfred Mixner entstanden die Hörspielproduktionen Friedrich (ORF Steiermark 1983), Fingersatz (ORF Steiermark 1984) sowie Landschaftsschlacht (SFB 1989). Das Theaterstück Fingersatz, in dessen Mittelpunkt der Komponist Henry Purcell steht, wurde 1997 vom Regisseur Nikolaus Büchel am Schauspielhaus Kiel inszeniert.
Internationale Kontakte ergaben sich für Weinhals durch Übersetzungen seiner Gedichte bzw. seine Teilnahmen an internationalen Poesiefestivals. 1998 erschien eine Übersetzung von Gedichten ins Rumänische, 2000 ins Portugiesische. Vom niederländischen Dichter Hans van de Waarsenburg wurde er 1998 zu den Maastricht Poetry Nights eingeladen, wo er unter anderem auf den späteren Nobelpreisträger Tomas Tranströmer aus Schweden traf.
Weinhals starb am 27. Mai 2006 in Wien. Sein literarischer Nachlass wurde 2011 von der Kulturabteilung des Landes Niederösterreich erworben und ist am Archiv der Zeitgenossen aufbewahrt.

## Werk
Das Werk des Autors ist äußerst vielgestaltig (Prosa, Lyrik, Essay Drama) und zeichnet sich durch sein Interesse für historische bzw. mythologische Figuren und Stoffe aus (Caspar David Friedrich, Heinrich von Kleist, Henry Purcell, Odysseus), zudem beschäftigt sich Weinhals häufig mit den Themen Männlichkeit und Gewalt. In seinen frühen feuilletonistischen Arbeiten reflektiert Weinhals Phänomene und Prozesse ästhetischer Wahrnehmung bzw. der Formgeschichte künstlerischer Darstellungen, wie er sie etwa am Beispiel des Films analysiert. Eine bedeutende Stellung nimmt auch das Thema des Reisens ein, dem Weinhals sich in vielen seiner Texte auf unterschiedliche Weise nähert.

## Veröffentlichungen

### Bücher
- Die Entdecker. Sechsundzwanzig Gedichte und eine Suite. Edition Maioli, Wien 1983.
- Alle Namen der Welt. Abenteuergeschichten. Edition Maioli, Wien 1984.
- Lektüre der Wolken. Gedichte. Edition Umbruch, Mödling 1992.
- Journal des Eigensinns/Jurnalul îndaratniciei. Gedichte/Prosa/Essay. Vorwort, Übersetzung und Anmerkungen von/Traducere, prefata si note de Peter Sragher. Editura Kriterion, Bucuresti 1998 (zweisprachig).
- Theben für Tote. Eine Wiederholung. Literaturedition Niederösterreich, St. Pölten 2000.
- Fabulierbuch. Prosa/Essay. Ritter Verlag, Klagenfurt/Wien 2000.
- Bruno Weinhals: Sprachdenker & Geschichtensucher (2 Bände). Literaturedition Niederösterreich, St. Pölten 2014.

### Theaterstücke
- Der Körper des Herzogs. Schauspiel. Protokolle 90/2, Verlag Jugend & Volk, Wien.
- Männerstück. Sterz 43, 1988.
- Fingersatz. 12 Szenen. Textbuch des Hunzinger Bühnenverlags 1986.
- Friedrich. Eine Komödie. Textbuch des Hunzinger Bühnenverlags 1986.

### Hörspiele
- 1983: Friedrich – Regie: Heinz Hartwig (ORF Steiermark, Erstsendung am 30. Oktober 1983)
- 1984: Fingersatz – Regie: Fritz Zecha (ORF Steiermark, Erstsendung am 13. November 1984)
- 1989: Landschaftsschlacht – Regie: Wolfgang Wölfer (SFB, Erstsendung am 16. November 1989)

(Quellen: Ö1-Hörspieldatenbank und ARD-Hörspieldatenbank)